# 西阿倉川アイナシ自生地

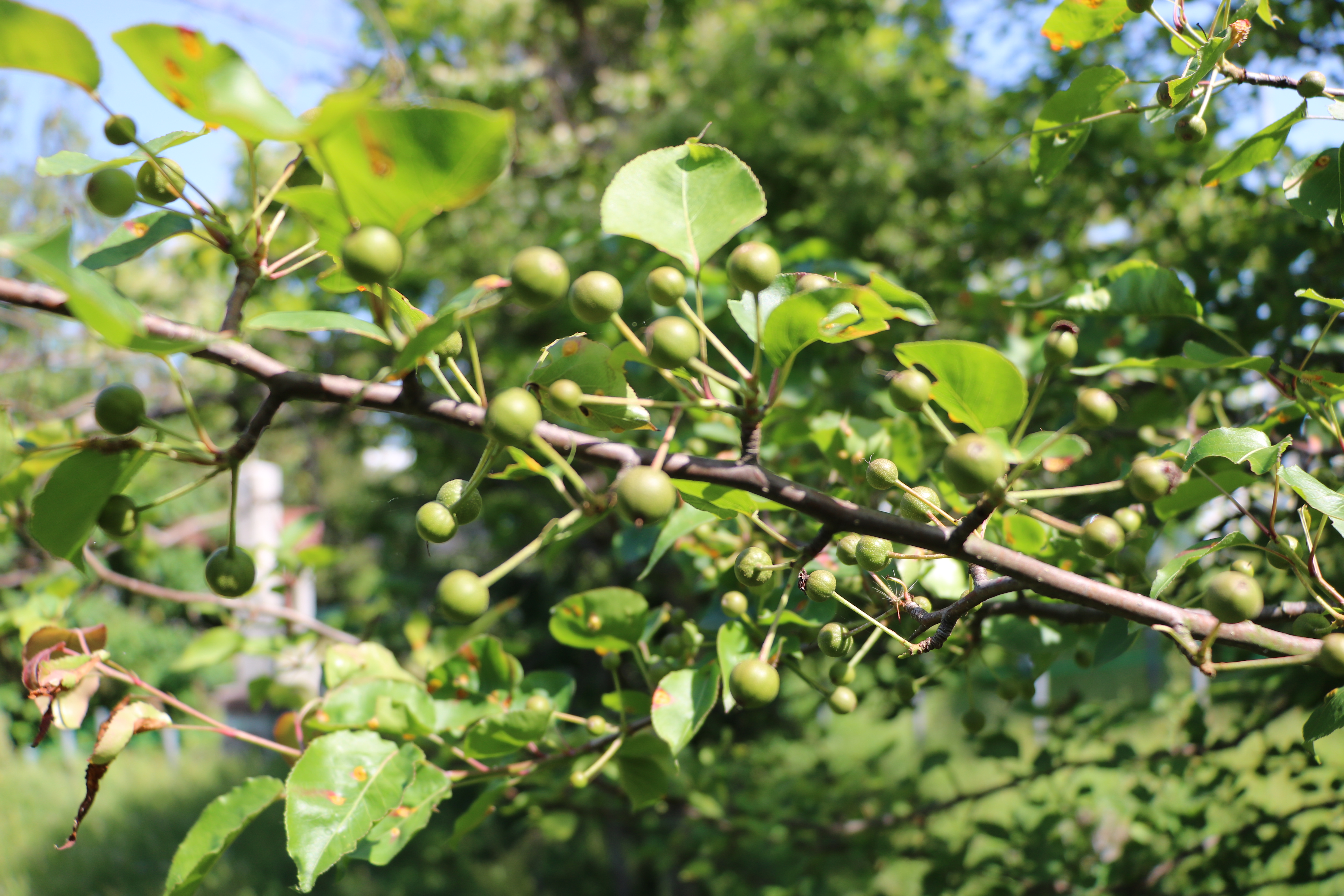
西阿倉川アイナシ自生地のアイナシ果実。2023年5月10日撮影。

西阿倉川アイナシ自生地（にしあくらがわアイナシじせいち）は、三重県四日市市西阿倉川にある国の天然記念物に指定されたアイナシの自生地である。
アイナシ（間梨、学名：Pyrus ×uyematsuana Makino）という和名の由来は、果実の大きさが通常の栽培ナシとイヌナシ（マメナシ、豆梨、学名：Pyrus calleryana Decne.）の中間の、直径3 cm（センチメートル）ほどであることから、植物分類学者として知られる牧野富太郎により中間種という意味により名付けられた。発見された当時はこの場所の2株のみ確認されていた極めて珍しい野生ナシであり、これまでに確認されている自生地は三重県内の数ヶ所と養老山地南東麓の岐阜県南西部に限定されており、2014年（平成26年）の時点で現存する野生の自生アイナシは、三重、岐阜の両県を合わせても17個体のみである。
本記事で解説する西阿倉川アイナシ自生地は、アイナシが最初に発見された場所であり、同じく国の天然記念物に指定された近隣の東阿倉川イヌナシ自生地と共に、牧野富太郎により新種として『植物学雑誌』へ記載した際に使用された本種の基準となる、標本木（ホロタイプ）の生育地である。ほとんど絶滅に瀕している珍奇な野生ナシを保存する目的で、1922年（大正11年）10月12日に国の天然記念物に指定された。

## 解説
西阿倉川アイナシ自生地は、三重県北部の四日市市中心市街地に隣接する阿倉川地区の住宅地にある上野児童公園の一角に所在しており、当地から北北東へ約500 m（メートル）ほどの場所には、同じく国の天然記念物に指定されている東阿倉川イヌナシ自生地がある。
このアイナシが発見されたのは1903年（明治36年）6月10日のことで、同じ阿倉川地区で前年にイヌナシ（東阿倉川イヌナシ自生地）を発見した四日市尋常小学校（現、四日市市立中部西小学校）教諭の植松栄次郎が、同僚の今井粂蔵、寺岡嘉太郎とともに阿倉川地区一帯のイヌナシの自生地を探索している際に、イヌナシよりも果実が若干大きく、栽培ナシの果実よりも小さな個体が、雑木林の中に混生しているのを発見したことが契機である。植松らはこの果実や葉を採集し、牧野富太郎へ鑑定依頼を行った。その結果、イヌナシと他の野生ナシの自然交配による交雑種と考えられ、牧野によりアイナシ（間梨、Pyrus ×uyematsuana Makino）と名付けられ『植物学雑誌第二十二巻』に記載された。
学名の Pyrus ×uyematsuana Makino の形容語 uyematsuana は、発見者の植松栄次郎に献名されたものである。なお、今日ではイヌナシとミチノクナシ（陸奥梨、学名：Pyrus ussuriensis var. aromatica）との交雑種である可能性や、イヌナシとヤマナシ（山梨、学名：Pyrus pyrifolia (Burm.f.) Nakai var. pyrifolia）との雑種と考えられている。

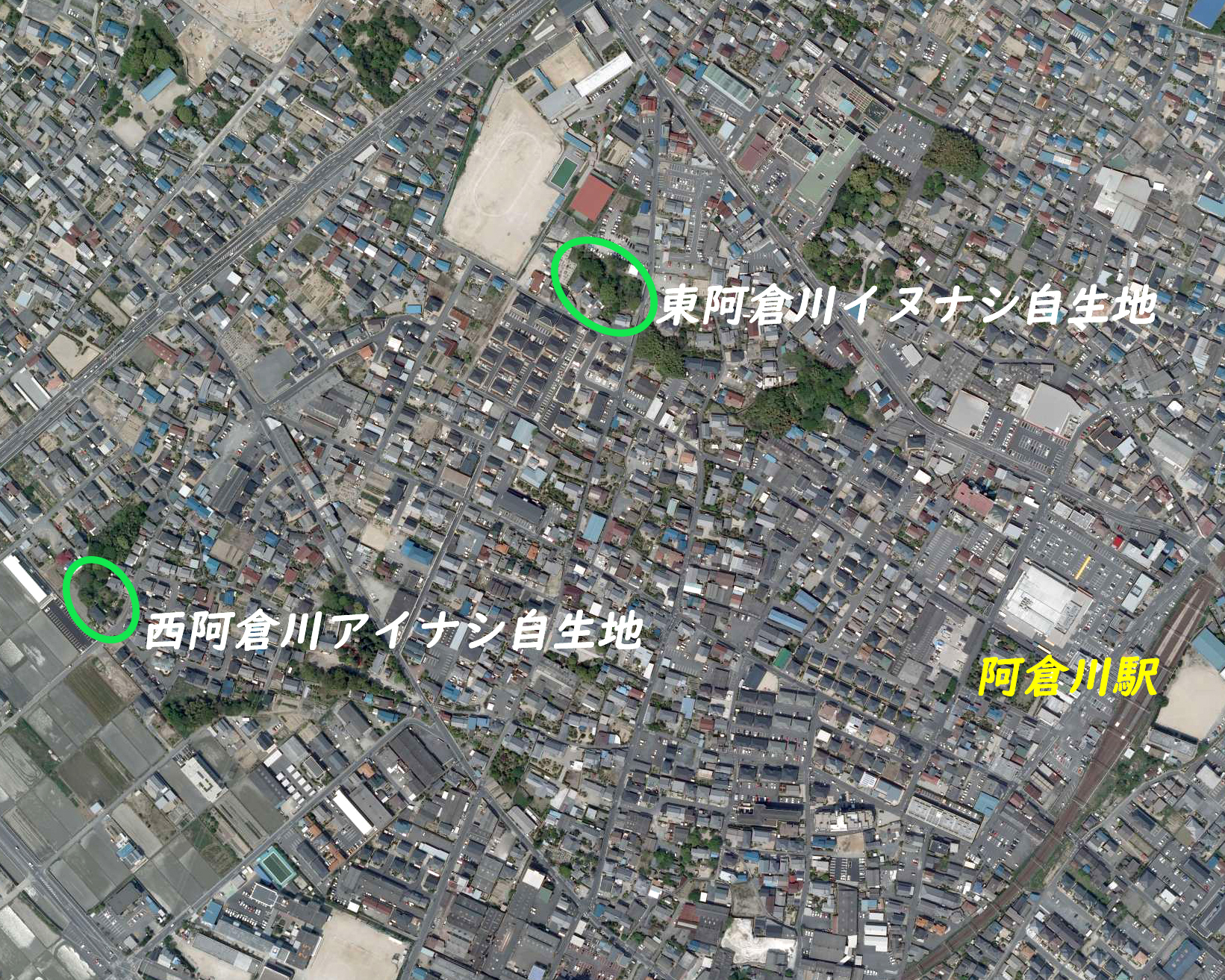
自生地周辺の空中写真。住宅の密集する一角に所在する。。2009年4月30日撮影。

アイナシと名付けられたこの珍種ナシは、今日では三重県下と岐阜県内の数カ所に合わせて17個体が知られるのみで、最初に発見された西阿倉川の自生地では当時も今日も自生株はわずか2株（個体）のみである。国の天然記念物に指定された事由も、当時の「指定基準4．珍奇なる植物の所在地」としての指定であり、アイナシの自生2株と周辺の5畝5歩の範囲が「西阿倉川あひなし自生地」として、近隣の東阿倉川イヌナシ自生地の指定と同日の、1922年（大正11年）10月12日に国の天然記念物に指定された。
1934年（昭和9年）4月29日に、三重県天然記念物調査委員の服部哲太郎が行った調査によれば、海蔵川左岸の低地に突き出す日当たりのよい暖斜面にある雑木林の中に大小2株のアイナシが生育しており、アイナシの他にイヌナシも3株生育していたという。この時に測定されたアイナシは、小さな株は目通り幹囲（以下幹囲）、約22 cm、樹高約5.5 m であるが、大きい方の株は1つの根元から5本の主幹が伸びており、それぞれの大きさは、1幹目、幹囲約48 cm、樹高約8.2 m、2幹目、幹囲約24 cm、樹高約5.5 m、3幹目、幹囲約18 cm、樹高約5.5 m、4幹目、幹囲約58 cm、樹高約7.3 m、5幹目、幹囲約36 cm、樹高約5.5 m であった。服部によれば切株からひこばえが成長したものという。
その後、周囲の雑木林にも数株のアイナシの生育しているのが確認され、周辺の都市化が進む状況に鑑み、当初の指定地に隣接する約535 m2の範囲が、1973年（昭和48年）5月16日に追加指定され、当初指定地と合わせ、合計約0.15 ha（ヘクタール）が指定範囲となった。1995年（平成7年）に出版された講談社『日本の天然記念物』によれば、自生地のアイナシの樹高は約13.5 m、株元から30 cm ほどの所で2つに幹が分岐し、幹囲はそれぞれ91 cm と75 cm で、樹勢も盛んで毎年多くの花を咲かせている。
所在する四日市市では希少なアイナシを保護するため自生地の管理や保護だけでなく、種の保存の観点から三重県立四日市農芸高等学校自然環境コースの生徒らによる、自生地のアイナシの枝から接ぎ木（台木）を作り育てた苗木の移植活動が行われており、移植先を指定地の自生地だけでなく市内の久留倍官衙遺跡公園へも広げ、希少なアイナシのクローン保存・定植を行っている。

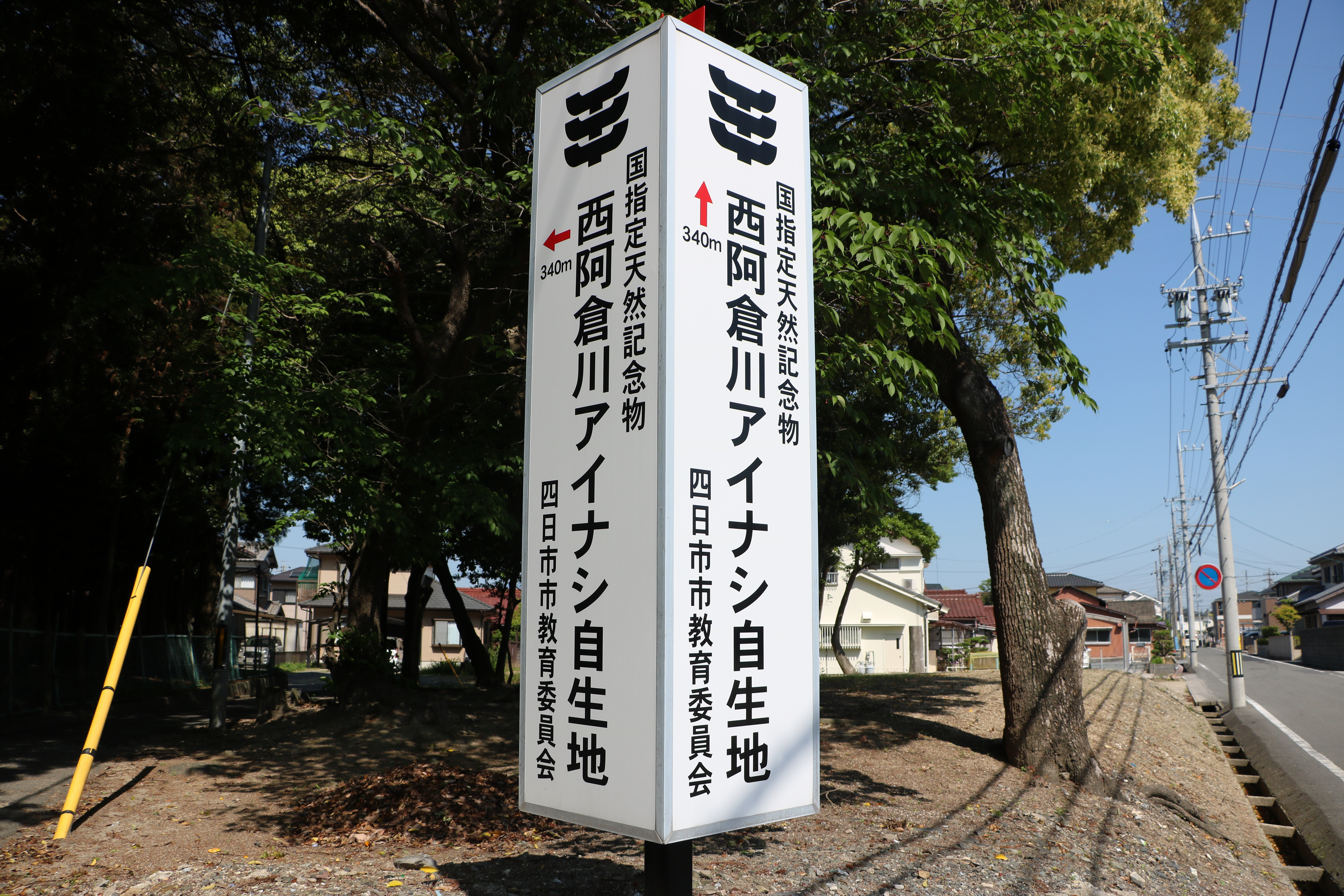
四日市市教育委員会設置の案内表示看板。
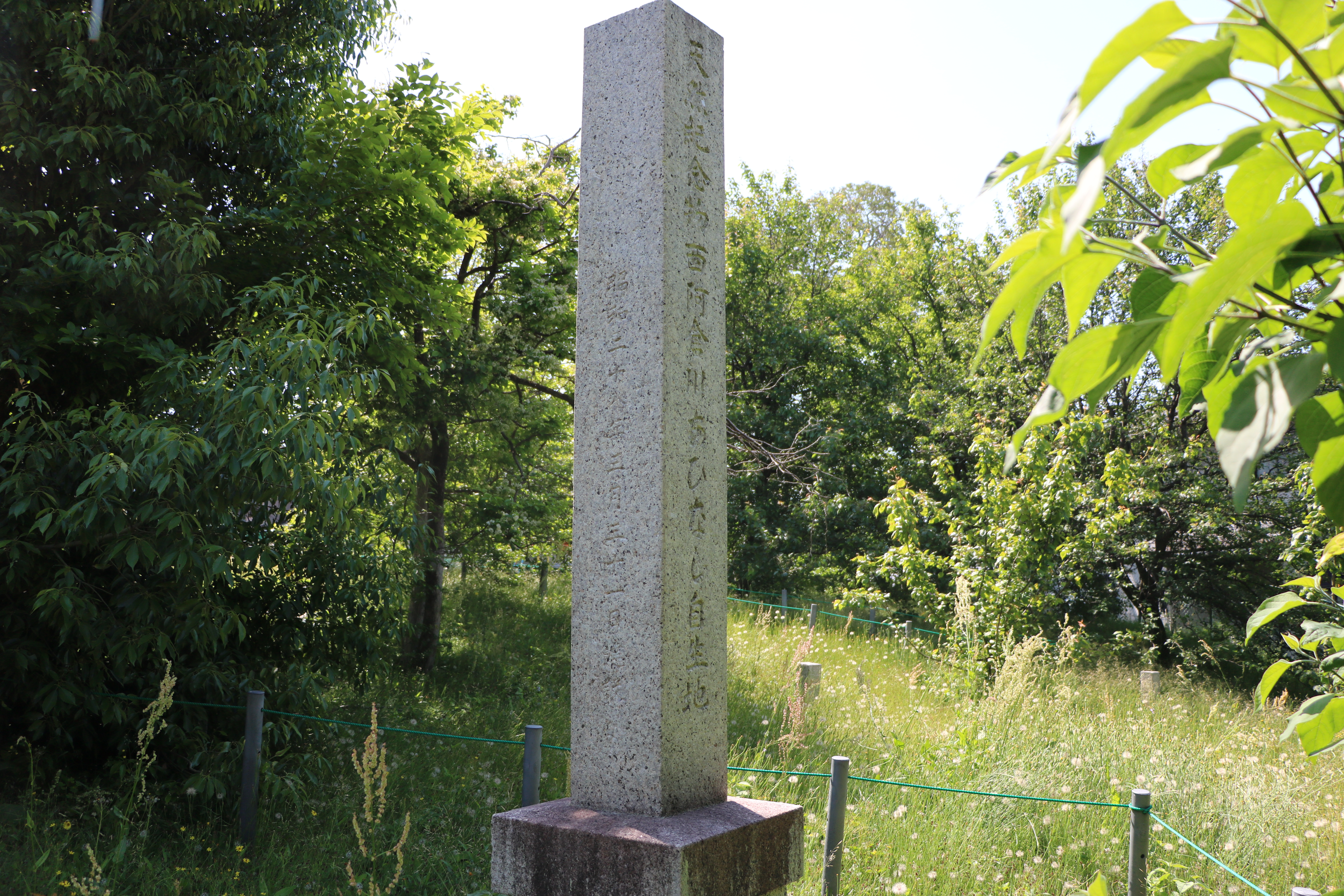
天然記念物指定石碑。
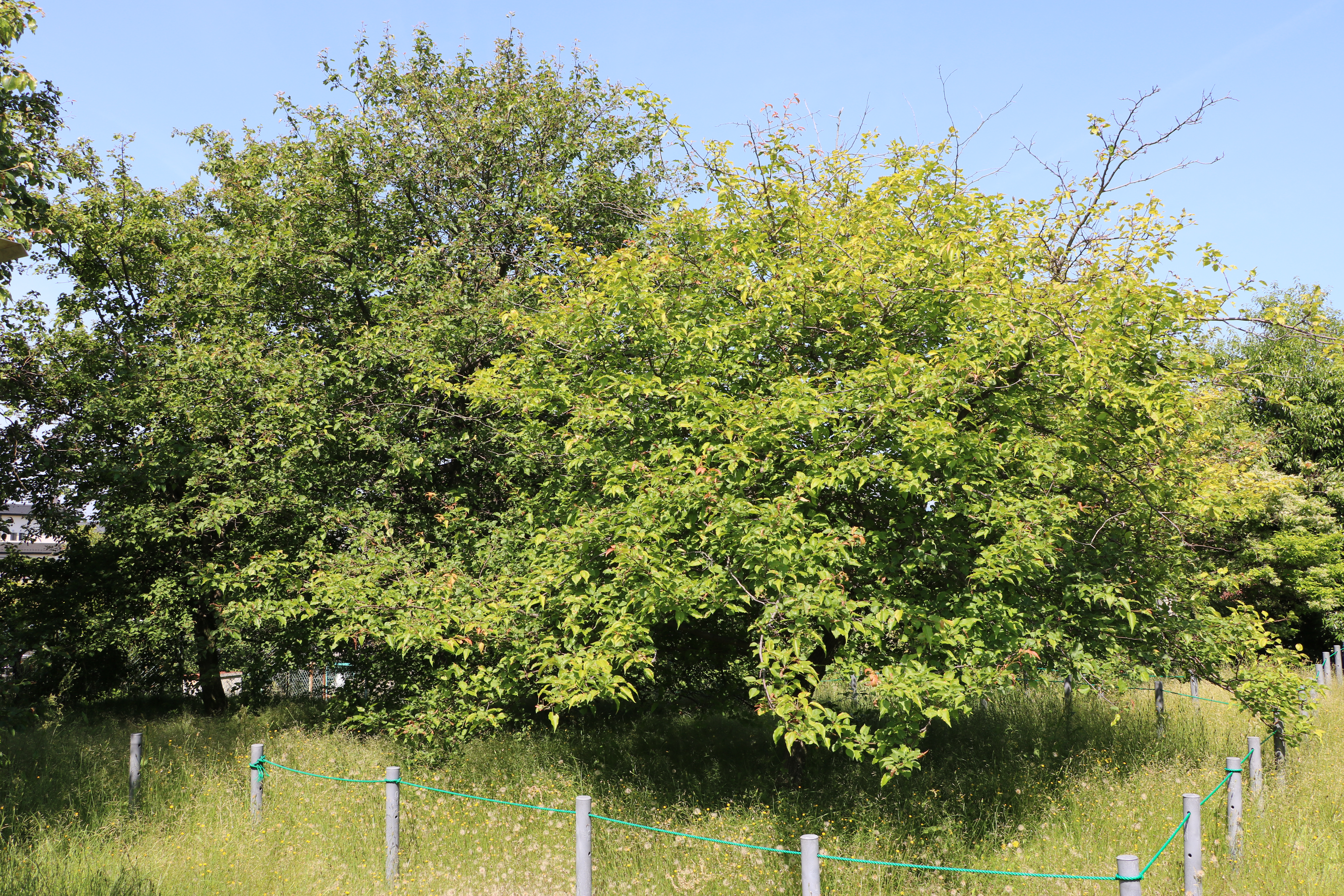
アイナシ自生地。

## 交通アクセス
所在地
- 三重県四日市市西阿倉川字上野600番地ほか[16]。

交通
- 近畿日本鉄道（近鉄）名古屋線の阿倉川駅から車で約10分[15]。
- 東名阪自動車道四日市東インターチェンジから車で約25分[15]。